# Multiplexing
In de elektronica, telecommunicatie en computernetwerken is multiplexing (MUX) of kortweg muxing een proces waarbij meerdere analoge signalen of digitale datastromen worden gecombineerd tot één signaal. Het voordeel hiervan is dat een duur communicatiemedium gedeeld kan worden, en dus efficiënter gebruikt kan worden. Zo kunnen bijvoorbeeld verschillende telefoongesprekken over één lijn gevoerd worden, of kunnen verschillende datastromen over één dure glasvezelkabel verstuurd worden.
Demultiplexing (DEMUX) is het omgekeerde van multiplexing. Hierbij wordt het gemultiplexte signaal weer opgesplitst in de verschillende originele signalen.

## Geschiedenis
In 1910 vond de Amerikaanse majoor George Owen Squier een systeem van multiplexing uit, waarop hij in 1911 patent kreeg. Van de legerleiding moest hij het systeem gratis ter beschikking stellen aan de gemeenschap, zoals de krijgsmacht. Maar toen de telefoonmaatschappij AT&T multiplexing ging toepassen in haar telefoonnet en weigerde hem rechten te betalen, spande hij in maart 1922 een proces aan. De rechters oordeelden echter, dat een bedrijf als AT&T ook tot de gemeenschap behoorde, en Squier zag nooit een cent voor zijn vinding.

## Typen

### Tijd

#### Time-division multiplexing

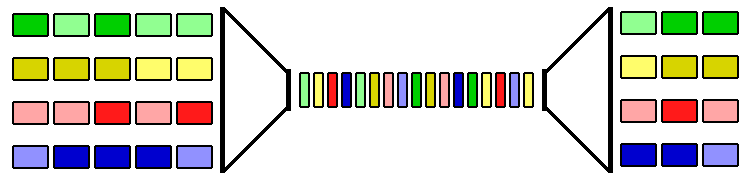
Schematische voorstelling van TDM

Time-division multiplexing (TDM) wordt meestal gebruikt bij digitale signalen. Informatie van elk datakanaal krijgt bandbreedte toegewezen, gebaseerd op korte toegewezen tijdspannes, ook wel time slots genoemd. Een voorbeeld hiervan is een verbinding met een capaciteit van 2048 kb/s, die onderverdeeld wordt in 32 kanalen van 64 kb/s elk. Als er geen data zijn om te versturen, krijgt het betreffende kanaal echter nog altijd zijn toegewezen tijdspanne waardoor er bandbreedte verspild wordt.
Data van kanaal 1 worden verstuurd gedurende tijd 1, data van kanaal 2 worden verstuurd gedurende tijd 2, ... enz. Eén TDM-frame bestaat uit 1 tijdspanne per kanaal, met alle kanalen achter elkaar gezet. Nadat het laatste kanaal van het TDM-frame zijn data heeft verstuurd, begint de cyclus met het volgende TDM-frame terug van voor af aan.

#### Statistical multiplexing
Bij statistical multiplexing (SM) wordt bandbreedte dynamisch toegekend aan elk datakanaal dat informatie te versturen heeft. Deze vorm van multiplexing is dus veel efficiënter dan TDM.

### Frequentie en golflengte

#### Frequency-division multiplexing

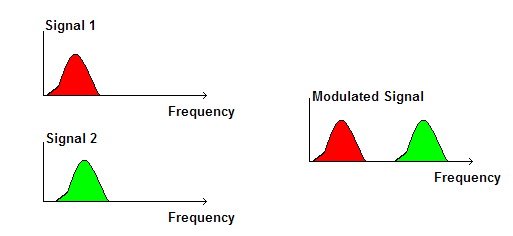
Schematische voorstelling van FDM

Frequency-division multiplexing (FDM) wordt meestal gebruikt voor analoge datasignalen. Informatie van elk datakanaal krijgt op basis van de frequentie bandbreedte toegewezen. FM-radiostations werken volgens dit principe aangezien elk station een frequentie krijgt toegewezen waarop het mag uitzenden. Om verstoring tussen de verschillende frequenties te voorkomen wordt tussen de frequenties zogenaamde guard bands gevoegd wat in feite ongebruikte ruimte is van de bandbreedte.

#### Wavelength-division multiplexing
Wavelength-division multiplexing (WDM - golflengtemultiplexing) werkt volgens hetzelfde principe als FDM, hierbij wordt echter de golflengte in plaats van de frequentie gebruikt als basis voor het onderverdelen. WDM wordt gebruikt in fiberoptische communicatie door het gebruik van verschillende golflengtes (kleuren) van laserlicht om verschillende signalen te versturen.
FDM en WDM zijn in essentie hetzelfde, omdat er een omgekeerd evenredige relatie bestaat tussen frequentie en golflengte: {\displaystyle f={\frac {c}{\lambda }}}.
Het is echter gebruikelijk om in het lichtgebied van het elektromagnetisch spectrum niet over THz te spreken, maar over golflengte in nanometer.

### Codering

#### Code-division multiplexing
Bij code-division multiplexing (CDM) wordt met behulp van zogeheten orthogonale codes dezelfde frequentie meerdere malen benut. Een pluspunt van deze techniek is dat zij een goede vorm van beveiliging biedt: het signaal lijkt op natuurlijke achtergrondruis wanneer de decodeersleutel onjuist is.